# Филип Џајгентес
Филип Дин Џајгентес (фр. Philippe Gigantès; Солун, 16. август 1923 — Монтреал, 9. децембар 2004) је био канадски политичар Солуну. Учествовао је у Другом свјетском рату, био новинар, ратни заробљеник корејског рата, телевизијски коментатор, грчки министар културе, и канадски сенатор. Био је члан Либералне партије Канаде.

## Рат и новинарство
Џајгентес је служио у Британској Краљевској ратној морнарици током ДСР. Након рата је постао новинар и радио за Лондон Обзервер, у Грчкој, Сјеверној Африци, и Јужној Азији од 1946. до 1961.
За вријеме трајања Корејског рата био је заробљеник, и провео 33 мјесеца у сјевернокорејском кампу за заробљенике. Након што је пуштен написао је књигу Био сам заробљеник у Кореји и вратио се новинарској каријери. Постао је вашинтонски дописник Лондон Обзервера и канадских новина The Globe and Mail.
Аутор је 15 књига, а међу њима и Моћ и похлепа: кратка историја свијета.

## Смрт
Умро је од рака простате. Иза себе је оставио три кћерке и троје унучади.